# Савченко, Владимир Иванович
Влади́мир Ива́нович Са́вченко (15 февраля 1933, Полтава, Украинская ССР, СССР — 16 января 2005, Киев) — советский и украинский писатель-фантаст. Член Союза писателей СССР, Союза писателей Украины (1991—1993), Союза писателей и Совета по фантастике Союза писателей России (2003).

## Биография и творческий путь
Родился Владимир Савченко в Полтаве. Отец — Савченко Иван Феофанович (13.05.1890, с. Романовка Фёдоровского района Саратовской обл. — 04.06.1961, г. Полтава). Во время Великой Отечественной войны Владимир находился в эвакуации. В 1951 году окончил с серебряной медалью среднюю школу, затем поступил в Московский ордена Ленина энергетический институт. В 1957 году окончил его по специальности «инженер-электрик». Тогда же начал работать в Киеве в Институте автоматики Госплана УССР, в институте кибернетики АН УССР.
Владимир Савченко — автор восьми зарегистрированных изобретений, трёх заявок, нескольких научных работ в области полупроводников и микроэлектроники.
Первой публикацией Савченко явилась сказка «Как лиса Фрица к партизанам привела», напечатанная в журнале «Мурзилка» в 1943 году, когда Савченко было 10 лет. Писать фантастику он начал, учась в Московском энергетическом институте; тогда же в институтской многотиражке «Энергетик» в 1955 году был опубликован его фантастический рассказ об изобретении инфракрасного бинокля. Также в 1955 году в столичном журнале «Знание — сила» был напечатан рассказ Савченко «Навстречу звездам». Эта публикация выявила в авторе сторонника естественнонаучной фантастики, интересующегося эвристическим потенциалом незаурядной личности.
В 1956 году печатает рассказ «Пробуждение профессора Берна», который впоследствии кардинальным образом переделал для утопического романа «За перевалом» (1984). Из изданий на украинском языке известна повесть «Призрак времени» (1964).
В 1960 году вышла первая книга Савченко — сборник «Черные звезды», в котором он исследовал пограничные области традиционных наук, выдвигал оригинальные гипотезы. Уже для ранних произведений Савченко характерны парадоксальные, даже «безумные» гипотезы с переднего края науки, очень отличавшиеся от преобладавшей тогда в СССР фантастики «ближнего прицела». Так, в рассказе «Навстречу звездам» речь идёт о парадоксах теории относительности, в повести «Черные звезды» (1959) — об открытии антивещества, в рассказе «Вторая экспедиция на Странную планету» (1960) — о кристаллическо-кибернетической внеземной жизни. Во «Второй экспедиции…» на первый план выдвигались политические нюансы в контактах с этой формой жизни. Савченко позиционировал себя как приверженца кибернетического взгляда на общество и живой организм. Последовательно разрабатывал различные аспекты процесса самопознания личности.
Работать по специальности инженера Савченко прекратил в середине 1960-х, когда он уволился из института и стал профессиональным писателем. Пояснил это решение он так:

Выбору способствовал подсчет, по которому выходило, что если в экспериментальных исследованиях результат зависит от моих способностей и усердия только на 5 % (а на остальные 95 % он зависит от подчиненных и начальников, отдела снабжения и мастерских, смежников, бухгалтерии, плановиков… от всех и вся), то в литературе наоборот — 95 % вклада в результат мои.
Последующие произведения Савченко написаны почти исключительно в «инженерском стиле»: основное внимание уделяется подробному анализу какого-нибудь открытия или изобретения — как правило, парадоксального по своей сути, но очень тщательно описанного и научно обоснованного. Например, в повести «Призрак времени» (1962, укр.) космическая экспедиция обнаруживает планету-зеркало, вращающуюся около звезды с необычными свойствами антиматерии и антивремени, а герой повести «Час таланта» (1969) изобретает необычный прибор — коррелятор, модифицирующий информационное поле окружающего нас мира.
Однако не только открытия и изобретения сами по себе интересовали писателя — он детально и скрупулёзно исследовал возможные последствия фантастического допущения, тщательно продумывал изменения, которые может вызвать новое в мире: такая особенность присуща уже первым рассказам Савченко. Оригинальные научно-фантастические допущения в творчестве Савченко сочетались с обязательным исследованием социальных последствий нового открытия или изобретения — автор демонстрировал, что нового принесёт оно в мир, чем обернётся для человечества: радостью или бедой. Такой подход уже в 1960-е годы вывел Савченко в первые ряды советских фантастов. Владимир Савченко стал одним из первых создателей этики будущего в советской фантастической литературе.
Лидирующие позиции в советской НФ он занял после публикации романа «Открытие себя» (1967), в котором предупреждал об этических проблемах при создании клонов. Основное внимание автор уделяет не технической стороне дела, а проблемам, связанным с возникновением новой личности, социальным взаимоотношениям и связи между самими новыми личностями. Работа учёного в романе изображается не как героическое увлекательное занятие с периодическими гениальными озарениями, а как каждодневный серьёзный и ответственный труд.
В 1973 году вышел в свет 25-й том «Библиотеки современной фантастики» под названием «Антология», в котором в сокращённом варианте была помещена программная для Савченко повесть «Испытание истиной». Главный герой повести Дмитрий Калужников совершает фундаментальное открытие, приводящее к слиянию личности первооткрывателя и разумной материи с последующим катастрофическим эффектом нового Тунгусского метеорита. В поздний период творчества Савченко уделяет внимание биологическим сторонам феномена сверхчеловека. Это повесть «Перепутанный» (1983) и т. п. Широко известен роман «За перевалом» (1984) о коммунистическом будущем Земли.
Последнее произведение Савченко опубликовано в 1992 году — крупный роман «Должность во Вселенной», первая книга задуманного автором цикла «Вселяне». Роман писался долго и был почти полностью готов ещё в 1975—1976 годы, но автор медлил с его публикацией из-за часто вносившихся поправок и дополнений. «Несмотря на обилие ситуаций и картин фантастического плана, перед вами реалистический роман. Особенность лишь в том, что его глобальный и Вселенский реализм, реализм сути, соотносится с обычным литературным реализмом как правда с правдоподобием». Только в 2015 году, уже после смерти писателя, был издан второй роман цикла — «Время больших отрицаний». Всего же книг цикла «Вселяне» планировалось шесть: названия последующих четырёх — «Гениальность — это просто», «Опережающие миры», «Заговор против Земли» и «Люди-звезды».
Умер в Киеве 16 января 2005 года. Владимир Савченко никогда не был женат, детей у него не было, он проживал один в Киеве на улице Артёма. 21 января его тело обнаружили в квартире, и следствие установило, что скончался Савченко за пять дней до того. Сестра и племянница писателя, жившие в Москве, перевезли урну с прахом Владимира Савченко в российскую столицу. Похоронен в Москве на Перепечинском кладбище.
Романы, повести и рассказы Савченко переводились на многие языки: немецкий, английский, арабский, болгарский, венгерский, польский, румынский, хинди, бенгали, корейский, японский и др. Последняя публикация писателя на украинском языке состоялась в 1999 году, в России же и спустя десятилетия после смерти писателя его книги переиздаются, было опубликовано несколько собраний его сочинений; интерес к творчеству «последнего научного фантаста» не ослабевает.

## Взгляды
Владимир Савченко отрицательно отнёсся к распаду СССР и возникновению независимого украинского государства. Он был гражданином Украины, однако не считал себя представителем украинской фантастики и вышел из Союза писателей Украины в 1993 году: «Живу на Украине, в Киеве. Но как писатель — где угодно, только не здесь. Так тоже можно».
В последние годы своей жизни, в апреле 2003 года Савченко выступал перед любителями фантастики в Киеве. Своё выступление он закончил словами: «Боюсь, третьей мировой нам не избежать». И побледнел от гнева, когда из зала донёсся весёлый голос: «Ну и что?»

## Литературные премии
- Премия на конкурсе Детгиза РСФСР за повесть «Чёрные звезды» (1960, Москва)
- Приз «Чумацкий шлях» за повесть «Похитители сутей» (1989, Киев)
- Премия «Великое Кольцо» за роман «Должность во Вселенной» (1994)
- Премия «Аэлита» за вклад в русскоязычную фантастику (2003)

## Произведения
- «Чёрные звёзды» (1956)
- «Вторая экспедиция на Странную планету» (1959)
- «Открытие себя» (1967)
- «Пятое путешествие Гулливера» (1985—1986)
- «Тупик» (1972)
- «Встречники» (1980)
- «Алгоритм успеха» (1983)
- «За перевалом» (1984)
- «Похитители сутей» (1988)
- «Вселяне: Должность во Вселенной» (1992)
- «Время больших отрицаний» (2002)

### Ненапечатанные произведения, изданные в интернете
Глава:
- Эссе об отце и дяде (историческая повесть с вкраплениями фантастики)

Повести:
- Алгоритм успеха (параллельные тексты)
- Перепутанный (параллельные тексты)
- Призрак времени
- Час таланта (параллельные тексты)

Рассказы:
- Жил-был мальчик (параллельные тексты)
- С ним надо по-хорошему (параллельные тексты)

Эссе:
- Эпиграфы к главам (параллельные тексты) (космоопера)
- Эссе о пользе чтения справочников (публицистика)

Очерки (публицистика):
- Историоматика 1
- Историоматика 2
- Историоматика 3
- Историоматика 4
- Историоматика 5
- Антиядерное нейтринное оружие: спасение мира, погибель — или платье голого короля?

Статьи:
- Чернобыль-86, вариант ситуации (публицистика)
- Визит сдвинутой фазианки, рассказ (параллельные тексты) (фантастика)
- Мир Перед Точкой Закипания (публицистика)
- Нобелевки по физике за Хх век (приложение к «Антиядерному нейтринному оружию…») (космоопера)
- Приложение 2 к Историоматике (публицистика)
- Приложение 1 к Историоматике (публицистика)
- Тени Чернобыля в повести «Чёрные звёзды» (1960) (публицистика)
- Тени Чернобыля в повести «Чёрные звёзды» (1960) (публицистика)
- Тени Чернобыля в повести (публицистика)
- Новая наука Зачатика, нужная всем (публицистика)